# Bergsala
Bergsala AB är ett distributionsbolag som ansvarar för Nintendos distribution i Sverige, Norge, Danmark och Finland. De grundade även Nintendo Videospelklubb (svenska Club Nintendo). Företaget växte explosionsartat under mitten och slutet av 1980-talet tack vare försäljningen av Nintendos produkter. Bergsala har sitt huvudkontor i Kungsbacka på Marios gata. VD för Bergsala AB är Owe Bergsten. Företagsnamnet kommer från de första bokstäverna i grundarna Owe Bergsten, Pierre Sandsten och Lars-Göran Larssons efternamn.

## Historik
När Bergsala AB grundades 1976 importerades främst hemelektronik som såldes av Owe Bergsten och Lars-Göran Larsson i deras radioaffär El-Be Hi-Fi vid Stortorget i Kungsbacka. Under en resa till Fjärran Östern 1981 köpte Owe Bergsten Game & Watch-spelet Fire. Bergsala försökte kontakta Nintendo per telex, men man fick höra att Alga AB har rättigheterna för Nintendo i Sverige. Undersökningar visade att Alga inte importerade Game & Watch och Owe Bergsten reste till Kyoto för att försöka övertyga Nintendo att ge agenturen till Bergsala, vilket man också fick. Lars Jarhamn, som var med på resan till Asien, lämnade Ljudex AB för att på heltid sälja in Game & Watch på den svenska marknaden. Det dröjde dock till september 1981 innan det lossnade. En mindre beställning från Stor & Liten efterföljde av en stor order på 2 500 spel från Ur & Penn. Minimikvantiteten per leverans från Nintendo var 10 000. Under hösten 1981 lyckades Owe Bergsten förhandla fram agenturen för övriga nordiska länder.
I juli 1982 introducerades multiscreen, eller dubbelspelet, och försäljningen fortsatte att stiga. Uppmuntrad av framgångarna började Bergsala AB expandera affärerna till andra områden, bland annat flugan vindsurfning.
1983 och 1984 dalade försäljningen av både Game & Watch-spel och vindsurfningutrustning. Efter att ha sett Nintendos spelkonsol Famicom under ett besök hos Nintendo i Japan så inledde Bergsala förhandlingar med Nintendo om att introducera den i Sverige. I väntan på Europalanseringen av Family Computer köptes konkurslagret av Vectrex TV-spel upp och bidrog positivt till julförsäljningen. Nintendo beslutade att vänta med lanseringen av Famicom i Sverige eftersom Nintendo of America skulle testa marknaden hösten 1985 i New York för en omdesignad modell som fick namnet Nintendo Entertainment System (NES). Om detta test utföll väl så skulle NES lanseras på fler marknader.
1985 började försäljningen av Game & Watch-spel öka igen. En satsning under hösten på av Televerket godkända telefoner slog också väl ut. Som komplement till Vectrex köps agenturen för TV-spelet Mattel Intellivision. Tack vare kraftigt fallande inköpspriser blev det en succé i julhandeln.
Försäljningen av Game & Watch ökade stadigt under 1986, och den 1 september samma år introducerades spelkonsolen NES i Sverige. Bergsala fick utöva påtryckningar på Nintendo i Japan för att få rätt att distribuera den och blev den första europeiska distributör att erbjuda konsolen till försäljning. Med 800 000 sålda konsoler på ett par månader blev det succé, och parallellt med NES sålde det enklare och billigare Mattel Intellivision fortsatt bra. Nintendoklubben startades som ett sätt att nå ut till kunderna om nya spel och tillbehör månadsvis. Under 1989 innehöll utgåvorna även en spalt skriven av Ulf Elfving.
Under 1987 introducerades NES i de övriga nordiska länderna. 1988 stod NES för 90% av omsättningen och i maj samma år flyttade bolaget till sina nuvarande lokaler på Energigatan i Varla industriområde. Bergsala lät uppföra en staty över Mario som med tiden har blivit ett landmärke, och en del av gatan bytte den 19 juni 1999 namn till Marios gata. Invigningen av Marios gata skedde med ett jippo där Owe Bergsten klippte bandet tillsammans med Nintendo of Europes chef Shigeru Ota och kommunalrådet Roger Larsson från Kungsbacka.
1989 stod NES och Game & Watch för 98% av verksamheten och telefonerna står för resterande 2 %. NES utses till årets leksak. 
Försäljningen fortsatte att öka under 1990 till 281 miljoner kronor. Bidragande orsak är introduktionen av Game Boy och agenturen för leksakerna till succén Teenage Mutant Ninja Turtles. Försäljningen av NES tog ordentlig fart i de övriga nordiska länderna.
Med start 1992 sjönk omsättningen för första gången sedan 1985 till 451 miljoner kronor. I juni 1992 introducerades SNES, som hjälpte till att hålla försäljningen uppe. NES tappade i popularitet, och utförsäljning av spelkassetter startade i slutet av året. Turtles utsågs till årets leksak. Under 1993 rasade försäljningen till 295 miljoner kronor, och lagren av svårsålda NES-spel orsakade förluster. Den allmänna lågkonjunkturen drabbade konsumtionen och Bergsala AB hårt.
1994 försvann Game & Watch från marknaden, efter 13 år och totalt 1,8 miljoner spel sålda i Norden.
Nedgången vände först 1997, då omsättningen steg till 453 miljoner kronor, och företaget redovisade vinst för första gången sedan 1992. Bidragande orsak var introduktionen av Nintendo 64.
Under 1998 passerade 500 miljoner kronor i omsättning, då man omsatte 508 miljoner kronor. Kampen mellan Nintendo och Sony lyfte intresset och försäljningen. Game Boy fick renässans i och med introduktionen av Game Boy Color. Försäljningen minskade något under 1999, och understeg återigen 500 miljoner kronor då marknaden började bli mättad på befintlig generation av TV-spel och både Nintendo och Sony aviserat nya hårdvaruplattformar. SNES försvann från marknaden efter 7 år. Fenomenet Pokémon lanserades till Game Boy Color, vilket gjorde att försäljningen av Game Boy Color ökade markant.
Sony lanserade sin Playstation 2 år 2000, som gör stor succé vid introduktionen. Trots detta sålde både Nintendo 64 och Game Boy bra, bland annat på grund av Pokémon. Pokémon Gold och Silver till Game Boy Color släpptes under 2001 och bidrog till det fortsatta segertåget för Pokémon. I juni samma år introducerades efterträdaren till Game Boy; Game Boy Advance, som blev en omedelbar succé. Trots detta fortsatte Game Boy Color att sälja som lågprisalternativ.
2002 introducerade Nintendo den nya spelkonsolen Nintendo Gamecube, med lanseringsdatum för Europa den 3 maj. Under året dömdes Bergsala att betala ett skadestånd på 11 miljoner, efter ett avslöjande om kartellbildning mellan 1991 och 1998 av EU. 
Bergsala drev ett forum mellan år 2006 och 2008. Anledningen till att forumet lades ner år 2008 var att det stred mot Nintendos policy.
Den 20 april 2016 firade Bergsala sitt 40-årsjubileum och bjöd in till kontoret partners, press, återförsäljare och representanter från Nintendo of Europe. I samband med detta så avtäcktes den nya Mario-statyn, vars form är tagen från en Super Mario Amiibo-figur.

## Kontroverser
I slutet av oktober 2002 beslutade EU-kommissionen att bötfälla Nintendo och sju av deras partner, däribland Bergsala AB, med sammanlagt 1,5 miljarder svenska kronor för att olagligen hållit priser på TV-spel uppe genom kartellbildning. Bergsala fick böta 11 miljoner svenska kronor. Japanska Nintendo hade tillsammans med sju europeiska distributörer samarbetat för att hindra att spel och tillbehör såldes från Storbritannien till andra EU-länder med högre prisnivåer. En parallellimport skulle ha ökat konkurrensen och pressat priserna i de dyrare länderna. Kartellen med Nintendo och de sju europeiska partnerna motverkade sådan handel. Företag som inte lydde kartellen straffades med sämre villkor.
Nintendo tros genom detta ha gjort stora vinster. Under 1996 var priserna, jämfört med Storbritannien, runt 39 procent högre i Sverige, 54 procent högre i Italien och 67 procent högre i Spanien. 
Merparten av bötessumman på 1,5 miljarder drabbade Nintendo. Bergsala ålades att betala 11 miljoner kronor. EU:s konkurrenskommissionär Mario Monti sade "Varje år spenderar europeiska familjer stora summor på TV-spel. De har rätt att få köpa spelen till lägsta möjliga pris".
I april 2025 blommade en liknande kontrovers upp igen, där många anmälningar kom in till Konsumentverket gällande oskäligt höga priser på Nintendos konsoler i Sverige. I juni samma år beslutade Konkurrensverket att lägga ner utredningen gällande misstankar om prissättningen av Nintendo Switch 2 i Sverige.